# Lorenzaccio
Lorenzaccio je romantická tragédie o pěti jednáních francouzského prozaika, dramatika a básníka Alfreda de Musseta založená na skutečné historické události, na zavraždění florentského vévody Alexandra Medicejského roku 1537. Obsahem hry je rozpad lidské osobnosti, která přestala věřit v jakékoliv hodnoty a jíž se prostředky, používané zpočátku pouze k dosažení cíle, změnily ve smysl života.

## Vznik a významné inscenace hry
Hra vznikla krátce po roce 1830 a tiskem byla vydána roku 1834. Námět k ní autorovi poskytla v době jejich intimního přátelství George Sandová, která jej rovněž zpracovala ve vlastním historickém obraze. Další materiál získal Musset studiem dobových kronik, především z Florentské historie (Storia fiorentina) Benedetta Varchiho. Stavba dramatu a charaktery postav (především titulní) jsou ovlivněny Williamem Shakespearem. Lorenzacciova touha po svobodě a jeho individualistická vyřazenost ze společnosti, jeho pohrdání světem a lidmi z něj dělá typického romantického hrdinu.
Za autorova života nebyla tragédie na divadle uvedena a cenzura nepovolila ani uvedení její posmrtné adaptace od autorova staršího bratra Paula de Musseta. Premiéru měla hra až roku 1896 (rovněž v upravené verzi) v pařížském divadle Théâtre de la Renaissance se Sarah Bernhardtovou v titulní roli, což výrazně ovlivnilo další inscenační praxi i chápání této postavy (plakát k premiéře vytvořil Alfons Mucha). Původní autorův text byl uveden až roku 1927 v Comédie-Française, ale hlavní roli hrála opět žena. Hra tak byla plně objevena a pochopena až roku 1952 režisérem Jeanem Vilarem v inscenaci v Théâtre national populaire, ve které Lorenzaccia hrál Gérard Philipe.

## Obsah hry
Tragédie se odehrává ve Florencii v době rozkladu městské republiky a upevňování vlády mocného rodu Medicejů, kdy vévoda Alexandr Medicejský pošlapává práva lidí i jejich svobody. Jeho osamělý bratranec Lorenzo, toužící po svobodě, chce Florencii od tyrana osvobodit. Snaží se proto vlichotit do jeho přízně. Nasadí si masku jeho přítele a prostopášníka, patolízalsky se stará o jeho zábavu, organizuje mu večírky, stává se jeho společníkem při prohýřených nocích, dělá mu důvěrníka i kuplíře a podílí se na jeho krutostech. Pro jeho zpustlý život je dvořany hanlivě přezdíván Lorenzaccio (zlý Lorenzo) a i jeho matka se od něho s hrůzou odvrací, když vidí jeho oběti.
Lorenzo tak bojuje zlem proti zlu a prostředky, které k tomu používá, narušují postupně jeho osobnost tak, že dojde k jejímu úplnému rozkladu. Maska se stane přirozeností, prostředky cílem a původní cíl a smysl jednání se ztrácí. Vévodu sice nakonec zavraždí, protože tento čin je poslední, co jej spojuje s jeho čistou minulostí, ale nic se tím nezmění. Mocné rody, duchovenstvo i měšťané, než aby riskovali změnu poměrů, které jim vyhovují, raději zvolí nového tyrana Cosima Medicejského. Rada osmi prohlásí Lorenza za zrádce a vraha a ten uprchne do Benátek, kde je zavražděn neznámým mužem.

## Adaptace

### Film a televize
- Lorenzaccio (1918). italský němý film, režie Giuseppe de Liguoro.
- Lorenzaccio (1951), italský film, režie Raffaello Pacini.
- Lorenzaccio (1966), jugoslávský televizní film, režie Daniel Marusic.
- Lorenzaccio (1977), francouzský televizní film, režie Jean-Paul Carrère.
- Lorenzaccio (1987), kanadský televizní film, režie Jean Faucher.
- Lorenzaccio (1989), španělský televizní film, režie Josep Maria Flotats.
- Lorenzaccio (1990), francouzský televizní film, režie Alexandre Tarta.[6]
- Lorenzaccio (1991), slovenský televizní film, režie Miloslav Luther.[7]

### Hudba
- Noc ve Florencii (1871, původní italský název Una notte a Firenze), opera česko-italského skladatele Ladislava Zavrtala, původní italské libreto napsal Stefano Interdonato, premiéra se konala 20. března 1880 v pražském Prozatímním divadle v českém překladu Emanuela Františka Züngela.[8]

## Česká vydání a inscenace
- Lorenzaccio, divadelní inscenace, Brno: Divadlo Na hradbách 1921, překlad Karel M. Klos, režie Rudolf Walter.
- Komedie a proverby I., Praha: Ladislav Kuncíř 1930, přeložil Jaroslav Zaorálek, obsahuje Marianniny rozmary, S láskou nelze žertovat a Lorenzaccio.
- Lorenzaccio, Praha: Dilia 1957, přeložil Karel M. Klos.
- Lorenzaccio, Praha: Orbis 1959, přeložil Karel Kraus.
- Lorenzaccio, rozhlasová hra, Československý rozhlas 1960, překlad Karel Kraus, režie Přemysl Pražský.[5]
- Dílo, Praha: SNKLHU 1966, obsahuje též Lorenzaccio v překladu Karla Krause.
- Lorenzaccio, divadelní inscenace, Praha: Divadlo za branou 1969, překlad Karel Kraus, režie Otomar Krejča.
- Lorenzaccio, Praha: Artur 2006, přeložil Karel Kraus.